# 53e cérémonie des Oscars
La 53e cérémonie des Oscars du cinéma, récompensant les films sortis en 1980, s'est déroulée le mardi 31 mars 1981 à 19h au Dorothy Chandler Pavilion à Los Angeles (Californie). Elle fut présentée par Johnny Carson.
La cérémonie devait se dérouler la veille mais fut reportée de 24 heures à la suite de la tentative d'assassinat du président Ronald Reagan. C'est la troisième fois après 1938 et 1968 que la cérémonie fut reportée.

## Cérémonie
La cérémonie dura 3h15 et fut diffusée en direct sur la chaîne ABC.
- Maître de cérémonie : Johnny Carson
- Producteur : Norman Jewison (assisté de Michael B. Seligman)
- Dialoguistes : Buz Kohan, Hal Kanter, Rod Warren
- Directeur musical : Henry Mancini
- Directeur artistique : Roy Christophe (assisté de Bill Brzeski)
- Chorégraphe : Alan Johnson
- Chef maquilleur : Rudy Horvatich
- Chef coiffeur : Dale Miller (assisté de Cathrine A. Marcotte)
- Chef costumier : Phil Wayne
- Régisseur scène : Vince Poxon

Retransmission télévisée
- Réalisateur TV : Marty Pasetta
- Scénaristes TV : Michael Barrie, Jim Mulholland
- Montage TV : Terry M. Pickford

## Déroulement
- Message vidéo préenregistré le 5 mars de Ronald Reagan, ancien acteur[2].
- Sketch de danseurs expliquant les règles de l'académie.
- Les chansons nommées dans la catégorie « meilleure chanson » furent interprétées par :
  - Dolly Parton pour Nine to Five
  - Irene Cara pour Fame et Out Here on My Own
  - Willie Nelson pour On the Road Again
  - Dionne Warwick pour People Alone
    - Lucie Arnaz interpréta également Hooray for Hollywood

## Palmarès
Les lauréats sont indiqués ci-dessous en premier de chaque catégorie et en gras.

### Meilleur film
Cet Oscar est décerné aux producteurs.
(remis par Lillian Gish)
- Des gens comme les autres (Ordinary People) – Ronald L. Schwary, producteur
  - Nashville Lady (Coal Miner's Daughter) – Bernard Schwartz (de), producteur
  - Elephant Man (The Elephant Man) – Jonathan Sanger (en), producteur
  - Raging Bull – Irwin Winkler et Robert Chartoff, producteur
  - Tess – Claude Berri, producteur et Timothy Burrill, coproducteur

### Meilleur réalisateur
(remis par George Cukor et King Vidor)
- Robert Redford – Des gens comme les autres
  - David Lynch – Elephant Man
  - Martin Scorsese – Raging Bull
  - Richard Rush – Le Diable en boîte (The Stunt Man)
  - Roman Polanski – Tess

### Meilleur acteur
(remis par Sally Field)
- Robert De Niro pour le rôle de Jake LaMotta dans Raging Bull[3]
  - Robert Duvall pour le rôle du lieutenant-colonel Meechum dans The Great Santini de Lewis John Carlino
  - John Hurt pour le rôle de John Merrick dans Elephant Man
  - Jack Lemmon pour le rôle de Scottie Templeton dans Un fils pour l'été (Tribute) de Bob Clark
  - Peter O'Toole pour le rôle de Eli Cross dans Le Diable en boîte

### Meilleure actrice
(remis par Dustin Hoffman)
- Sissy Spacek pour le rôle de Loretta Lynn dans Nashville Lady (Coal Miner's Daughter) de Michael Apted[4]
  - Ellen Burstyn pour le rôle de Edna Mae Harper-McCauley dans Résurrection (Resurrection) de Daniel Petrie
  - Goldie Hawn pour le rôle de Judy Benjamin dans La Bidasse (Private Benjamin) d’Howard Zieff
  - Mary Tyler Moore pour le rôle de Beth Jarrett dans Des gens comme les autres
  - Gena Rowlands pour le rôle de Gloria Swenson dans Gloria de John Cassavetes

### Meilleur acteur dans un second rôle
(remis par Jack Lemmon et Mary Tyler Moore)
- Timothy Hutton pour le rôle de Conrad Jarrett dans Des gens comme les autres
  - Judd Hirsch pour le rôle du docteur Berger dans Des gens comme les autres
  - Michael O'Keefe pour le rôle de Ben Meechum dans The Great Santini
  - Joe Pesci pour le rôle de Joey LaMotta dans Raging Bull
  - Jason Robards pour le rôle de Howard Hughes dans Melvin and Howard de Jonathan Demme

### Meilleure actrice dans un second rôle
(remis par Diana Ross et Donald Sutherland)
- Mary Steenburgen pour le rôle de Lynda West-Dummar dans Melvin and Howard
  - Eileen Brennan pour le rôle du capitaine Doreen Lewis dans La Bidasse
  - Eva Le Gallienne pour le rôle de Pearl dans Résurrection
  - Cathy Moriarty pour le rôle de Vikki LaMotta dans Raging Bull
  - Diana Scarwid pour le rôle de Louise dans Rendez-vous chez Max's (Inside Moves) de Richard Donner

### Meilleur scénario original
(remis par Peter Ustinov) 
- Bo Goldman – Melvin and Howard
  - W. D. Richter (histoire et scénario) et Arthur A. Ross (histoire) pour Brubaker de Stuart Rosenberg
  - Christopher Gore – Fame de Alan Parker
  - Jean Gruault – Mon oncle d'Amérique d'Alain Resnais
  - Nancy Meyers, Charles Shyer et Harvey Miller – La Bidasse

### Meilleure adaptation
(remis par Peter Ustinov) 
- Alvin Sargent – Des gens comme les autres, d'après le roman éponyme de Judith Guest.
  - Jonathan Hardy, David Stevens (en) et Bruce Beresford – Héros ou Salopards (Breaker Morant) de Bruce Beresford, d'après la pièce de théâtre éponyme de Kenneth G. Ross (en)
  - Thomas Rickman (en) – Nashville Lady, d'après l'autobiographie de Loretta Lynn, écrite avec George Vecsey (en).
  - Christopher De Vore, Eric Bergren (en) et David Lynch – Elephant Man, d'après les ouvrages de Frederick Treves et Ashley Montagu.
  - Lawrence B. Marcus et Richard Rush – Le Diable en boîte, d'après le roman éponyme de Paul Brodeur.

### Meilleure direction artistique
(remis par Peter O'Toole et Sissy Spacek)
- Pierre Guffroy et Jack Stephens pour Tess
  - John W. Corso (en) et John M. Dwyer (en) pour Nashville Lady
  - Stuart Craig, Robert Cartwright (en) et Hugh Scaife (en) pour Elephant Man
  - Yoshirô Muraki pour Kagemusha, l'ombre du guerrier (影武者) de Akira Kurosawa
  - Norman Reynolds, Leslie Dilley, Harry Lange, Alan Tomkins (en) et Michael Ford pour L'Empire contre-attaque (The Empire Strikes Back) d'Irvin Kershner

### Meilleurs costumes
(remis par Nastassja Kinski et Sigourney Weaver)
- Anthony Powell – Tess
  - Patricia Norris – Elephant Man
  - Anna Senior (en) – Ma brillante carrière (My Brilliant Career) de Gillian Armstrong
  - Jean-Pierre Dorléac – Quelque part dans le temps (Somewhere in Time) de Jeannot Szwarc
  - Paul Zastupnevich (en) – Le Jour de la fin du monde (When Time Ran Out…) de James Goldstone

### Meilleure photographie
(remis par Blythe Danner et Steve Martin)
- Tess – Geoffrey Unsworth et Ghislain Cloquet (à titre posthume)
  - La Formule (The Formula) – James Crabe
  - Le Lagon bleu (The Blue Lagoon) – Néstor Almendros
  - Nashville Lady – Ralf D. Bode
  - Raging Bull – Michael Chapman

### Meilleur montage
(remis par Richard Pryor et Jane Seymour)
- Thelma Schoonmaker – Raging Bull
  - Arthur Schmidt – Nashville Lady
  - David E. Blewitt – Le Concours (The Competition) de Joel Oliansky
  - Anne V. Coates – Elephant Man
  - Gerry Hambling – Fame

### Meilleur son
(remis par Bernadette Peters et Billy Dee Williams)
- Bill Varney, Steve Maslow, Gregg Landaker et Peter Sutton – L'Empire contre-attaque
  - Arthur Piantadosi, Les Fresholtz, Michael Minkler et Willie D. Burton – Au-delà du réel (Altered States) de Ken Russell
  - Richard Portman, Roger Heman Jr. et James R. Alexander (en) – Nashville Lady
  - Michael J. Kohut (en), Aaron Rochin, Jay M. Harding (en) et Christopher Newman – Fame
  - Donald O. Mitchell, Bill Nicholson, David J. Kimball (en) et Les Lazarowitz (en) – Raging Bull

### Meilleure musique de film
(remis par Fayard Nicholas et Harold Nicholas)
- Michael Gore – Fame
  - John Corigliano – Au-delà du réel
  - John Morris – Elephant Man
  - John Williams – L'Empire contre-attaque
  - Philippe Sarde – Tess

### Meilleure chanson
(remis par Angie Dickinson et Luciano Pavarotti)
- Michael Gore (musique) et Dean Pitchford (en) (paroles) – Fame dans Fame
  - Lalo Schifrin (musique) et Will Jennings (paroles) – People Alone dans Le Concours
  - Michael Gore (musique) et Lesley Gore (paroles) – Out Here on My Own dans Fame
  - Willie Nelson pour On the Road Again – Show Bus (Honeysuckle Rose) de Jerry Schatzberg
  - Dolly Parton pour Nine to Five – Comment se débarrasser de son patron (Nine to Five) de Colin Higgins

### Meilleur film étranger
(remis par Franco Zeffirelli et Brooke Shields)
- Moscou ne croit pas aux larmes (Москва слезам не верит) de Vladimir Menchov •  Union soviétique
  - Bizalom d'István Szabó •  Hongrie
  - El nido de Jaime de Armiñán •  Espagne
  - Kagemusha, l'ombre du guerrier (影武者) d'Akira Kurosawa •  Japon
  - Le Dernier Métro de François Truffaut •  France

### Meilleur documentaire
Cet Oscar est décerné aux producteurs.
- De Mao à Mozart (From Mao to Mozart: Isaac Stern in China) – Murray Lerner
  - Agee – Ross Spears
  - The Day After Trinity – Jon H. Else (en)
  - Front Line – David Bradbury (en)
  - Der gelbe Stern – Bengt von zur Mühlen (de) et Arthur Cohn

### Meilleur court métrage (prises de vues réelles)
(remis par Alan Arkin et Margot Kidder)
- The Dollar Bottom, produit par Lloyd Phillips (en)
  - Fall Line, produit par Robert Carmichael et Greg Lowe (en)
  - A Jury of Her Peers, produit par Sally Heckel

### Meilleur court métrage (documentaire)
Cet Oscar est décerné aux producteurs.
- Karl Hess: Toward Liberty – Roland Hallé et Peter W. Ladue (en)
  - Don't Mess with Bill – John Watson et Pen Densham
  - The Eruption of Mount St. Helens! – George Casey
  - It's the Same World – Dick Young
  - Luther Metke at 94 – Richard Hawkins et Jorge Preloran

### Meilleur court métrage (animation)
(remis par Alan Arkin et Margot Kidder)
- A Légy, produit par Ferenc Rofusz (en)
  - History of the World in Three Minutes Flat, produit par Michael Mills (en)
  - Tout-rien, produit par Frédéric Back

## Oscars honorifiques

### Oscar d'honneur
(remis par Robert Redford)
- Henry Fonda, « l'acteur distingué, en reconnaissance de ses brillants accomplissements et sa contribution durable à l'art cinématographique » (« the consummate actor, in recognition of his brilliant accomplishments and enduring contribution to the art of motion pictures. »)

### Oscars pour une contribution spéciale
(remis par Jack Valenti)
- Brian Johnson, Richard Edlund, Dennis Muren et Bruce Nicholson pour les effets visuels de L'Empire contre-attaque

### John A. Bonner Medal of Commendation
(remis par Lily Tomlin)
- Fred Hynes

## Oscars scientifiques et techniques
Les Oscars scientifiques ont été décernés le 15 mars au Grand Ball Room du Beverly Hilton Hotel à Los Angeles.

### Oscars du mérite scientifique ou technique
- Linwood G. Dunn, Cecil Love et Acme Tool Manufacturing Co. pour le concept, la mise au point et la fabrication du Acme-Dunn Optical Printer pour les effets spéciaux au cinéma.

### Oscars scientifiques et d'ingénierie
- David Grafton pour la création et le développement d’un objectif anamorphique
- Edward B. Krause (Filmline Corp.) pour la fabrication d’un micro-demand
- Bernhard Kuhl et Werner Block (OSRAM GmbH) pour la mise au point progressive du projecteur OSRAM HMI
- Jean-Marie Lavalou, Alain Masseron et David Samuelson (Samuelson Alga Cinema S.A./Samuelson Film Service, Ltd.) pour la fabrication et le développement de la caméra Louma Camera Crane et de son système de contrôle
- Ross Taylor pour le concept et le développement d’un propulseur d’objet pour les trucages de cinéma

### Oscars pour une contribution technique
- Andre DeBrie S.A. pour le développement d’un procédé de développement photographique en immersion totale et continue
- Carter Equipment Co. pour le développement d’un procédé de développement photographique en immersion totale et continue
- Hollywood Film Co pour le développement d’un procédé de développement photographique en immersion totale et continue
- Worth Baird (LaVezzi Machine Works, Inc.) pour le concept et la fabrication d’un sprocket pour les projecteurs de cinéma
- John W. Lang, Walter Hrastnik et Charles J. Watson (Bell and Howell Company) pour le développement et la fabrication d’un procédé de développement photographique
- Peter Regla et Dan Slater (Elicon) pour le développement d’un système de focus automatique
- Charles Vaughn et Eugene Nottingham (Cinetron Computer Systems, Inc.) pour le développement d’un système informatique pour l’animation et les effets spéciaux

## Statistiques

### Récompenses
4 Oscars
- Des gens comme les autres

3 Oscars
- Tess

2 Oscars
- Fame
- Melvin and Howard
- Raging Bull
- L'Empire contre-attaque

1 Oscar
- Nashville Lady
- Moscou ne croit pas aux larmes

### Nominations multiples
8 nominations
- Elephant Man
- Raging Bull

7 nominations
- Nashville Lady

6 nominations
- Des gens comme les autres
- Tess
- Fame

3 nominations
- Le Diable en boîte
- Melvin and Howard
- L'Empire contre-attaque
- La Bidasse

2 nominations
- The Great Santini
- Kagemusha, l'ombre du guerrier
- Le Concours
- Au-delà du réel
- Résurrection

## Commentaires
La cérémonie fut reportée à la suite de la tentative d'assassinat de Reagan. Un extrait vidéo du président, enregistré deux semaines à l'avance et diffusé au début de la cérémonie, parle de son expérience d'acteur.